# أساطير الفلبين

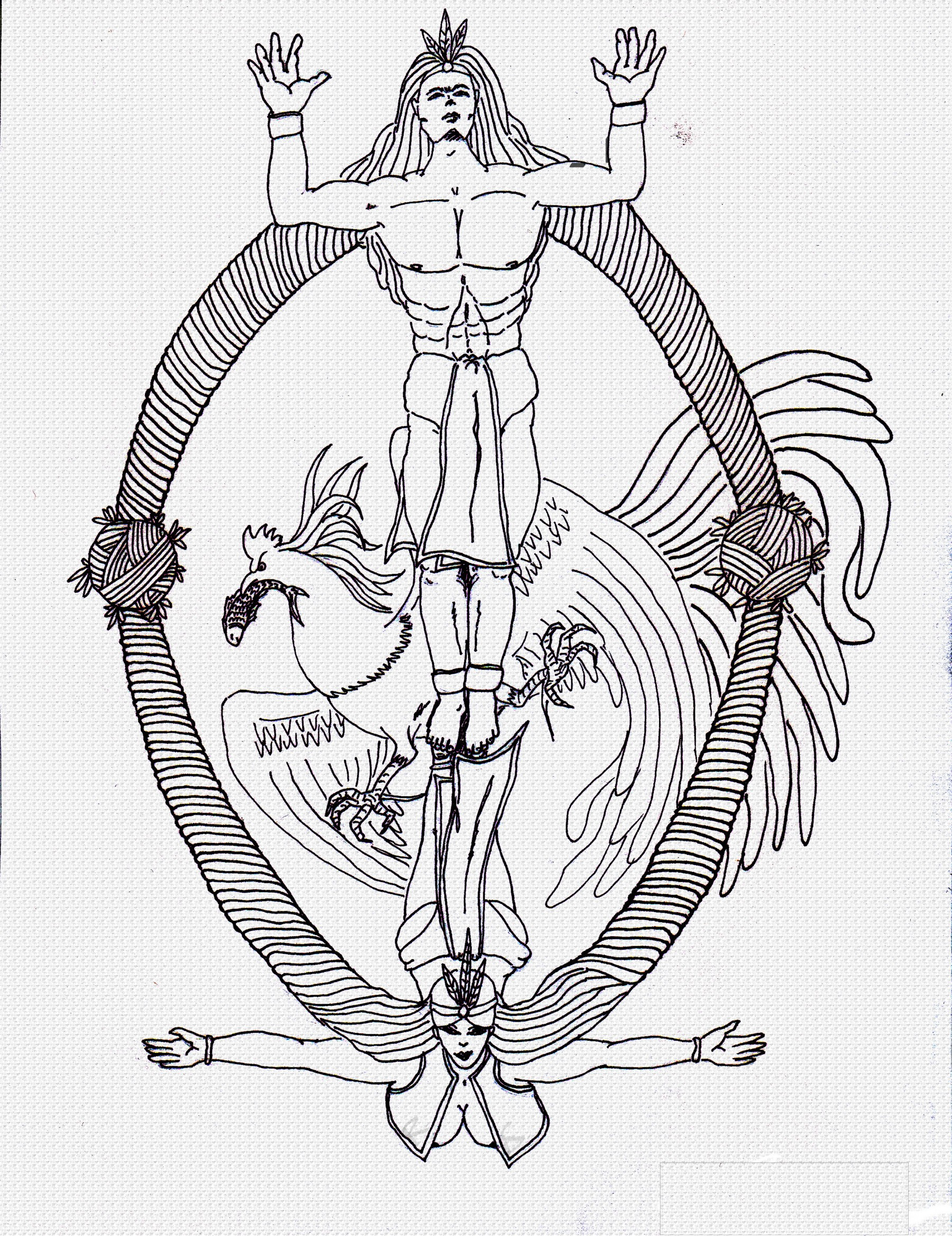
باثالا ديواتا الأساطير الفلبينية

تشير الميثولوجيا الفلبينية إلى مجموعة الأساطير والحكايات وأنظمة الاعتقاد التي كان يعتقد بها الفلبينيون (وهم مكونون من أكثر من مئة مجموعة إثنيّة في الفلبين)، تعود جذور هذه الأساطير إلى حضارات وتقاليد متعددة عند شعوب ما بات يُعرَف اليوم بالفلبّين. تعود الأساطير الفلبينية إلى مصادر عديدة، إذ تشبه الأساطير الإندونيسية والماليزية، وتشبه أيضا التراث الهندوسي والإسلامي والشنتيّ والبوذي والمسيحي، كفكرة الجنّة (كالوالهاتيان، كالانغيتان، كاموراوايان، وغيرها) والنار (كاسامان، سولاد، وغيرها)، والروح الإنسانيّة (كالولوا، كاولولان، ماكاتو، غبنوكود، وغيرها). تحاول الأساطير الفلبينية أن تشرح طبيعة العالم من خلال حيوات الآلهة والأبطال والكائنات الأسطورية وأفعالهم (يسمّون عندهم الأنيتات في الشرق والديواتات في الجنوب). وردت معظم هذه الأساطير تراثًا شفهيًّا، وحافظ عليها القادة الروحيون المجتمعيون أو الشامانات (بابيلان، كاتالونان، مومباكي، باغلان، ماشانيتو، واليان، مانغوبات، باهاسا، وغيره) والمسنّون في المجتمع.
استَعملت الأجيال المتعاقبة منذ القرن العشرين مصطلح «الأساطير الفلبينية» للتعبير عن كل الأساطير في تراث الفلبين. لكلّ مجموعة عرقيّة في الفلبّين أساطيرها المستقلّة (أو ديانتها المستقلة)، وآلهتها الخاصة، ونظم اعتقادها. فمثلًا، تختلف أساطير شعب الماراناو تمامًا عن أساطير جيرانهم السوبانون، وتختلف أساطير الهيليغاينون تمامًا أيضًا عن أساطير جيرانهم السولودنون. تتألّف الفلبّين من أكثر من مئة عرقٍ، وفقًا لخريطة نشرتها لجنة اللغة الفلبينية في القرن الواحد والعشرين، تسمّى أطلس الفلبّين (Atlas Filipinas).
تدعى الأساطير والأديان الأهليّة الفلبّينيّة تاريخيًّا الأنيتيّة، وتعني «دين الأسلاف». استُعملت مصطلحات أخرى مثل أنيتيزمو، وهي ترجمة إسبانية فلبينية، وأنيتيريا، وهو اسم تحقيريّ استعملخ معظم رجال الدين الإسبان. يحافظ اليوم كثير من الشعوب الإثنية على دياناتهم الفريدة ويمارسونها، لا سيما في المجالات المتعلقة بالأسلاف، وإن كانت الأديان الغريبة والمتأثّرة بالأديان الأخرى تؤثّر في أنماط حياتهم من خلال الصبوء والزواج المختلط وشراء الأراضي. نُشرت أعمال بحثية عديدة تدرس الأنيتية ومواضيعها الكثيرة، ولكنّ كثيرًا من قصصها وتراثها لم يوثّقه بعد المجتمع الأنثروبولوجي والفلوكلوري العالميّ.

## الشامانات
كان الشامانات الأهليّون (يسمّون بابيلان، باليان، كاتالونان، واليان، ماشانيتو، مومباكي، مانداداواك، مانغونغوبات، تاو دمانغاو، باهاسا، باغلان، دوارتا، وأسماء كثيرة أخرى حسب كل مجموعة عرقيّة) قادةً روحيين لكثير من الجزر الفلبينية قبل الاستعمار. كان هؤلاء الشامانات، ولم يزل كثير منهم موجودًا، معظمهم نساء أو رجال مؤنّثون (أسوغ أو بايوك). وكان يُعتَقد أنّ لهم هُداةً روحيّين، يتّصلون من خلالهم بالأرواح والآلهة (أنيتو أو ديواتا) وبعالم الروح. كان دورهم الأساسيّ أن يكونوا وسطاء في شعائر تحضير الأرواح المسمّاة باغ-أنيتو. وكان للشامانات أيضًا أنواع فرعيّة منهم من يختصّ بفنون الشفاء والأعشاب والعرافة والسحر. بستعمل الشامانات أشياءً كثيرة في عملهم، حسب نوع كلّ شامان، كالطلاسم والتعاويذ التي تسمّى أغيمات أو أنتنغ-أنتنغ، ومبدّدات اللعنة مثل بونتوت باغي، وأمزجة الزيت المقدّس، وأشياء كثيرة أخرى. تقدّس كل الطبقات الاجتماعيّة تماثيل الآلهة (تسمّى لاراوان وبولول ومانانغ وغيرها) التي تمثّل إلهًا أو عدّة إلهة تنتمي إلى مجمع آلهة مجموعتهم العرقيّة، وتضمّ مجامع الآلهة آلهة من غير الأسلاف وأسلافًا مؤلَّهين.
كان الشامانات أعضاءً محترمين جدا في المجتمع، هم وطبقة النبلاء قبل الاستعمار. في غياب الداتو (رئيس المجال)، يأخذ الشامان دور الرئيس المؤقّت. كان الشامانات مختصّين طقسيّين أقوياء لهم تأثير على الجوّ، ويستطيعون الاستماع إلى عدة أرواح في العالم الروحي والطبيعي. كان الشامانات موقَّرين في المجتمع لأنهم كان يُعتقد أنهم يمتلكون قوًى تحمي من السحر الأسود الذي قد يفعله داتو (أو روح) شرير، وأنهم يستطيعون شفاء المريض والجريح. وكان من قدرات الشامان أنّه يضمن حملًا وولادةً سالمَيْن. وبوصفهم وسطاء روحيين، كان الشامانات يقودون شعائر تقرّب فيها القرابين للآلهة. كان يُعتقد أيضا أن الشامانات حلفاء لبعض الداتوات في قهر الأعداء، لأنهم كانوا خبراء في الأعشاب والتعويذات ومزج الأدوية والترياقات ومجموعة كبيرة من الجذور والأوراق والبذور المتنوّعة، لذا كانوا يُعرَفون بتخصصهم في القتال الطبّي والإلهيّ.
خلافًا للكهنة المسيحيين والنسّاك البوذيين، للشامانات في المجموعات العرقية في الفلبّين أدوار أخرى في المجتمع إلى جانب كونهم أرواحيين. مثل الكانوشي الشنتيّ، يمكن أن يكون الشامان تاجرًا أو محاربًا أو مزارعًا أو صيّاد سمك أو حدّادًا أو حرفيًّا أو خيّاطًا أو خزّافًا أو موسيقيًّا، بل قد يكون حلّاقًا أو طبّاخا، كل هذا يعتمد على اختيار الشامان ومهارته وحاجة المجتمع. يعمل بعض الشامانات عملينِ معًا، لا سيّما إذا كان المجتمع في حاجة إلى أناس ماهرين في بعض المِهَن. تتأصّل فكرة العمل الثاني (أو أكثر حتّى) في كثير من المجتمعات الثقافية في الفلبين ولم تزل موجودة في بعض المجتمعات التي لم تتحوّل إلى المسيحية. حافظت بعض المجتمعات التي تحوّلت إلى الإسلام على هذا التراث من خلال الأئمة المسلمين.
يدلّ الدليل التاريخي على أنّ العالم الدينيّ كانت تحكمه الشامانات الإناث، وبعض الروايات تحدد هذا فتشير إلى أن معظم الشامانات الأنيتيّين كانوا نساءً لهنّ رتبٌ لا يبلغها لا بعض الرجال الذين يلبسون كالنساء. يحدد المبشرون في «مخطوطة بوليناو» مثلًا، وهي وثيقة على التحقيق الاستقصائي الذي أُجري في مدينة بوليناو وحولها في القرن السابع عشر، 145 شامانة أنثى وثلاثة شامانات ذكورٍ يلبسون كالنساء، صودرت منهم الأشياء التي تستعمل لإقامة الشعائر الأنيمية، وهي نسبة أغلبية عظمى تصوّر عدم التوازن في نسبة الذكور إلى الإناث بين الشامانات الأهليّين. أظهرت «مخطوطة مانيلا» أيضًا الدور المساعد للذكور غير المطابقين في العلاقة مع الشامانات الإناث. تثبت هذه الأدلّة مع عدم وجود أدلة مكتوبة على أن الشامانات الإناث كنّ يتذكّرن أنّ القوّة الروحيّة لا يعتمد وجودها على الانتساب إلى جنس محايد «ثالث»، بل على الانتساب إلى الأنوثة، سواءٌ أكان الجنس الطبيعيّ ذكرًا أو أنثى. كانت الأنوثة تعدّ مركبةً إلى العالم الروحي في الفترة السابقة للاستعمار، وكان تأنّث الشامانات الذكور يعزّز أن الأنوثة شرط لكي يصبح الإنسان شامانًا.
يُدعى أضداد الشامانات عمومًا سَحَرة، ويشمل هؤلاء السحرة أنواعًا مختلفة من الناس لهم أعمال ودلالات ثقافيّة مختلفة، تعتمد على المجموعة العرقيّة التي يرتبطون بها. يختلف هؤلاء السحرة تمامًا عن الفكرة الغربيّة عن السحرة. من الأمثلة البارزة للسحرة في المفهوم الفلبيني: الماناماي عند شعب الإيباناغ، والمانغكوكولام، وهم سحرة يستعملون موادّ من الطبيعة ومن الملعون حتّى يجروا عليه اللعنة، والمامبابارانغ، وهم سحرة يستعملون الحشرات كنوعٍ من اللعنة، ومن طرائق السحر البارزة التي يجريها السحرة: بارانغ (سحر الحشرات) أٌسِيك (السحر الحادّ)، هيلو (سحر السمّ)، باكتول (سحر الدمى) لاغا (سحر الغَلْي) وسامبال (سحر مخلوقات البحر). لمّا كان الشامانات وسطاء روحيّين وعرّافين، كان من أعمالهم محاربة لعنات السحرة وقواهم ومنعها، ولا سيما باستعمال أدوات وترانيم خاصّة. ويمكن لأنواع أخرى من الناس غير الشامانات أن يحاربوا سحر السحَرة، منهم المننمبال، وهؤلاء مختصّون في محاربة البارانغ. يمكن للشامانات أيضًا أن يحاربوا لعنات الكائنات الخارقة، كالأزونغات، ولكنهم كائنات غير خالدة، لذا فقوّة الشامانات الجسديّة محدودة بالمقارنة مع قوة الأزونغات. يتفوّق الشامان على هذا الفرق في القوى باستعمال المعرفة والذكاء.
تضاءل نفوذ الشامانات بعد أن تحوّلت معظم المجموعات العرقية في الفلبين إلى الإسلام تدريجيًّا، وإلى الكاثوليكيًّة بالقوّة. أُهين الشامانات في فترة حكم الإمبراطورية الإسبانية، واتُّهِموا كذبًا بأنّهم «كهنة الشيطان» واضطهدهم رجال الدين الإسبان اضطهادًا شديدًا. حرق الإسبان كلّ شيء اعتبروا أنّ له علاقة بدين الشعوب الأصليّة (يشمل هذا الأضرحة كالدامبانا)، بل أجبروا أطفال الأهالي أن يتغوّطوا على تماثيل آلهتهم، وقتلوا كلّ من خالف أوامرهم. في المجتمع الفلبيني الحديث، أخذ أدوارهم المعالجون الشعبيّون، وهم اليومَ في معظمهم ذكور. استمرّ وجود الشامانات ودورهم الحضاري في المناطق التي لم يتحول أهلها إلى الإسلام ولا المسيحية، وإن كانت المسيحيّة تؤثّر ببطءٍ في هؤلاء الشامانات وشعائرهم، إذ لم تزل المسيحيّة تؤثّر في أنماط حياتهم.